# イングリッシュ・バンドッグ
イングリッシュ・バンドッグ（英：Engilsh Bandog）は、イギリスのイングランド原産の警備犬種のひとつである。

## 歴史
生い立った年についてはよくわかっていないが、1800年代ごろに犬種として確立されていたことを示す資料が残されており、それ以前に生まれていた可能性がある。バンドッグ系犬種の最古種であるとされるオールド・イングリッシュ・バンドッグにセントハウンド系のくず犬（猟に使えない犬）を掛け合わせ、嗅覚の向上と軽量化を図って作出された。しかし別の説ではバンドッグ系の犬とセントハウンド系の捨て犬の自然交配により誕生したのがもとであるとも言われている。こののち18世紀にはイングリッシュ・フォックスハウンドの血が導入され、更なる改良も行われた。
主に主人の土地や家、農場などを泥棒から守るため、警備犬として使われていた。不審者に対してあまりにも獰猛になりすぎるため、見張りをさせる際には必ず紐（バンド）又は鎖につながれていた。不審者を発見すると激しく吠え、それで相手が怯えて退散しない場合は更なる威嚇行為を行い、飛び掛って荒々しく噛み付くという。不審者の排除には鉄槌を下し、イングリッシュ・バンドッグを飼う家に盗みに入るものなら、腕の皮の一枚や二枚はいつの間にか無くなっているとまでいわれ、非常に恐れられていた。
需要そのものは高かったが、あまりにも獰猛で飼いにくい事や同国原産の警備犬種であるブルマスティフの人気の上昇、無計画な異種交配を多数行ったため、19世紀ごろに絶滅してしまった。衰退期の絶滅寸前のイングリッシュ・バンドッグには外見のバリエーションが増え、種として公認できるほどではなかったとされている。

## 特徴
異説はあるが、その姿はマスティフとフォックスハウンドの中間であったとされる。筋骨隆々で骨太のがっしりした体つきで、頭部が大きくマズルは太く短く、あごの力はとても強い。もちろん、全身の力も非常に強靭である。目は小さく眼光が鋭く、瞳の色はブラウンや琥珀色、ブルーなど。脚は太く長く、通常のバンドッグよりもいくらか速く走ることが出来た。耳は垂れ耳か半垂れ耳、尾はふさふさした垂れ尾。コートは表面が粗いダブルコート構造のショートコートで、毛色はブラックやブリンドルなどさまざまである。ただし、夜間に暗闇に溶け込むよう、暗色系のものか好まれていた。基本は大型犬サイズの犬種（体高60cm〜）だが、力強くたくましく頼れる番犬になることを目指すため、体高の上限はない。とはいえ、本種はもともと公式のスタンダード（犬種基準）ははじめから一度も設定されたことが無い。性格は主人に忠実で従順だが、頑固で縄張り意識・防衛本能が高く、獰猛である。飼育には熟練者による訓練を必要とし、初心者には手懐けることができない。だが運動量は中型犬並み（普通）で、体重が重く腰に負担がかかりやすいため、激しい運動は出来ない。かかりやすい病気は大型犬にありがちな股関節形成不全や関節疾患、関節炎などがあった。